# Pierre Saint-Amant
Pierre Charles Fournier de Saint-Amant (ur. 12 września 1800, zm. 29 października 1872) – czołowy francuski szachista XIX wieku. 
Po śmierci Louisa de la Bourdonnais'a w 1840 roku Saint-Amant był uznawany za najsilniejszego szachistę Francji. W 1843 roku rozegrał dwa mecze przeciwko Anglikowi Howardowi Stauntonowi. Pierwszy, w Londynie, minimalnie wygrał 3½ - 2½. Drugi mecz odbył się w Paryżu i przyniósł zdecydowane zwycięstwo Stauntona 13 - 8. Ten drugi mecz jest często uważany za nieoficjalny mecz o mistrzostwo świata.
Saint-Amant był w Paryżu w 1858 roku, gdy po raz pierwszy odwiedził to miasto Paul Morphy. Francuski mistrz nie miał ambicji rozgrywania oficjalnego meczu z genialnym Amerykaninem, uznając po prostu jego wyższość. Szachiści rozegrali kilka towarzyskich partii, z których zachował się zapis jednej, wygranej przez Morphy'ego. W 1861 roku Saint-Amant przeprowadził się do Algierii, gdzie zginął w wypadku w 1872 roku.

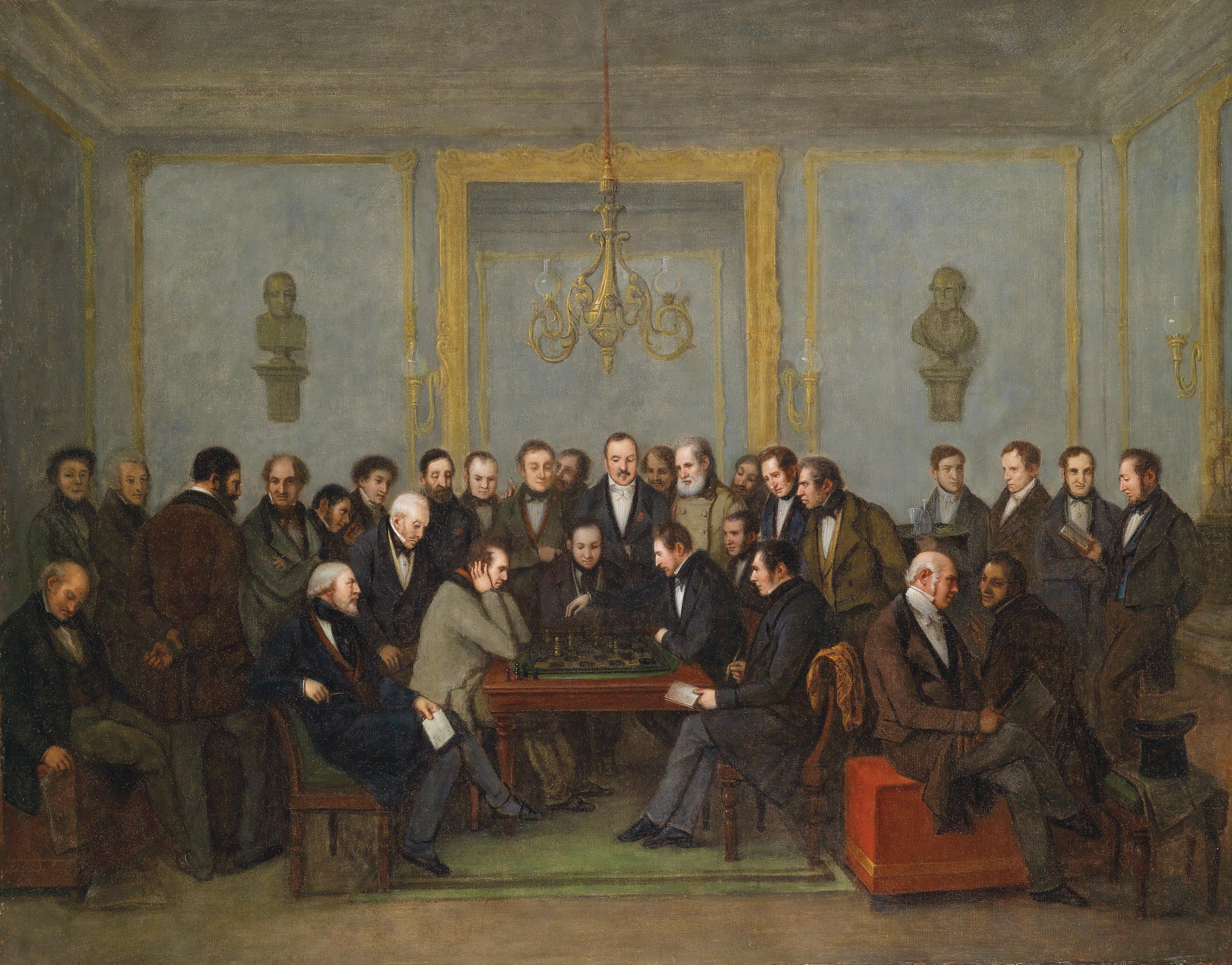
Mecz z Howardem Stauntonem, 1843